# Аррау, Клаудио
Кла́удио Арра́у Лео́н (исп. Claudio Arrau León; 6 февраля 1903, Чильян, Чили — 9 июня 1991, Мюрццушлаг, Австрия) — чилийский и американский пианист.

## Биография
Родился в обеспеченной семье врача-офтальмолога Карлоса Аррау Охеды (1856—1904) и его жены Лукресии (1859—1959), урождённой Леон Браво де Вильяльба, учительницы фортепиано. После гибели отца воспитывался матерью и у неё же учился фортепианной игре.
Впервые выступил на публике 19 сентября 1908 года в возрасте пяти лет. На следующий год, после переезда семьи в Сантьяго, 30 сентября 1909 года дал концерт для правительства страны во главе с президентом Педро Монттом. С 1910 года учился в Сантьяго у работавшего в Чили итальянского пианиста Биндо Паоли, в 1911 году при поддержке чилийского правительства был отправлен для продолжения образования в Берлин. По дороге дал концерт в Буэнос-Айресе, а вскоре по прибытии в Германию осуществил свои первые записи. Недолгое время учился у Вальдемара Лютшига и Пауля Шрамма, затем по рекомендации Роситы Ренар поступил в класс Мартина Краузе в Консерватории Штерна, где и занимался вплоть до смерти Краузе в 1918 году.
Первый сольный концерт Аррау в Берлине состоялся в 1914 году, за ним последовали гастроли по Германии и Скандинавии, а в 1918 году — концертный тур по всей Европе. В это время Аррау выступал с оркестрами под управлением Артура Никиша, Виллема Менгельберга, Вильгельма Фуртвенглера и других выдающихся дирижёров.

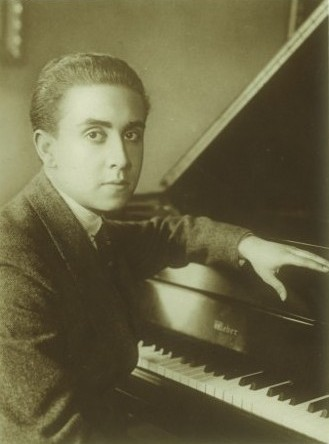
Клаудио Аррау в 1923 году

В 1921 году музыкант вернулся в Южную Америку, с большим успехом прошли его концерты в Чили и Аргентине. Год спустя состоялся лондонский дебют Аррау, где он играл в одном концерте со скрипачом Брониславом Губерманом и певицей Нелли Мельба, а ещё через год Аррау впервые выступил в США (в том числе в Карнеги-холле) в сопровождении Бостонского и Чикагского симфонических оркестров.
С 1924 по 1940 год Аррау преподавал в Консерватории Штерна, а в 1927 году выиграл Гран-при Международного конкурса пианистов в Женеве. Большой интерес у публики вызвала серия из двенадцати концертов Аррау в 1935 году в Берлине, в которых он исполнил все клавирные сочинения Баха. В дальнейшем музыкант больше никогда не играл произведения этого композитора, придя к мысли, что на фортепиано невозможно достичь настоящего «баховского» звучания.
В 1940 году Аррау покинул Берлин и вновь вернулся в Сантьяго, где открыл музыкальную школу. Год спустя, после концертного тура по США, где его имя пользовалось большим уважением, музыкант вместе с семьёй поселился в Нью-Йорке. В течение последующих лет Аррау давал многочисленные концерты и делал записи по всему миру. Среди наиболее известных его проектов — исполнение цикла всех фортепианных сонат Бетховена, который он играл в Лондоне, Нью-Йорке и других городах (во время лондонского исполнения была сделана видеозапись выступления Аррау). В 1968 и 1974—1975 годах состоялись мировые гастроли пианиста. Накануне своего 80-летия Аррау сократил количество концертов в год (со ста до шестидесяти-семидесяти), но продолжал гастролировать в Европе, Северной Америке, Бразилии и Японии. 
В феврале 1979 года Клаудио Аррау получил гражданство США. В мае 1984 года вернулся в Чили после семнадцати лет отсутствия с целью «играть для нового поколения», которое его ещё не слышало. Он был удостоен такого приема, который имел не много равных себе примеров в истории. Имя пианиста не сходило с газетных полос, а его концерты в Сантьяго (6 за 11 дней) услышали и увидели по телевидению 80 % нации. За год до этого ему была присуждена Чилийская национальная премия искусств.
Музыкант умер в Австрии в 1991 году, похоронен в родном городе — Чильяне.

## Творчество
Аррау считается одним из лучших интерпретаторов музыки Брамса, Шумана, Листа, Шопена, но особую известность ему принесло исполнение музыки Людвига ван Бетховена. Будучи одним из наиболее виртуозных пианистов XX века, он также был одним из самых противоречивых исполнителей. Ради большей выразительности и рельефности фразировки он зачастую намеренно брал темпы медленнее, чем необходимо, что неоднократно критиковалось как недостаток движения в его игре. Тем не менее его богатое, полнозвучное исполнение свидетельствует о большой глубине чувств и интеллектуальной силе пианиста.